# 베른트 푀르슈터
베른하르트 게오르크 요제프 푀르슈터(독일어: Bernhard Georg Josef Förster, 1956년 5월 13일 ~ )는 독일의 은퇴한 축구 선수로, 현역 시절 포지션은 수비수였다.